# 海南泥蟹蛛
海南泥蟹蛛（学名：Borboropactus hainanus）为蟹蛛科泥蟹蛛属的动物。在中国大陆，分布于海南等地。该物种的模式产地在海南。